# 見当識
見当識（けんとうしき、英語: Orientation）とは、現在の年月や時刻、自分がどこに居るかなど基本的な状況把握のこと。見当識が保たれているかどうかが意識障害の指標となる。俗に「見当違い」というときの見当（けんとう）が語源で、古くは料簡（りょうけん）、指南力（しなんりょく）ともいった。
車酔いなどで耳の奥にある三半規管の感覚がパニックを起こし平衡感覚が崩れた状態の時、これを「見当識失調」と呼ぶ。
また、脳卒中や外傷等による大脳の損傷で見当識を失ったり、認知症や進行性多巣性白質脳症でも見当識は徐々に失われていく。これを失見当識ともいう。